# Grünanlage an der Adalbert-Stifter-Straße

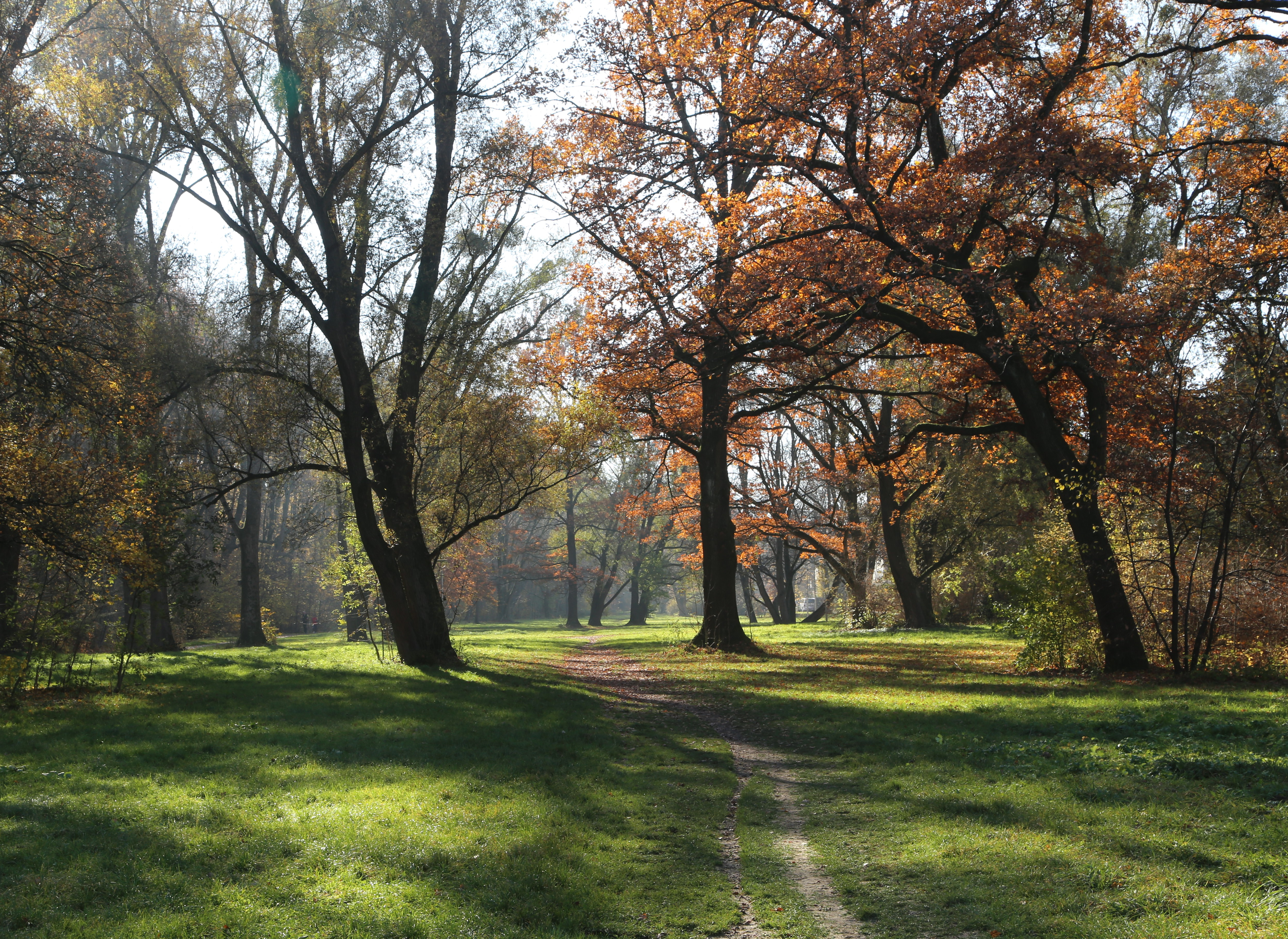
Grünanlage an der Adalbert-Stifter-Straße

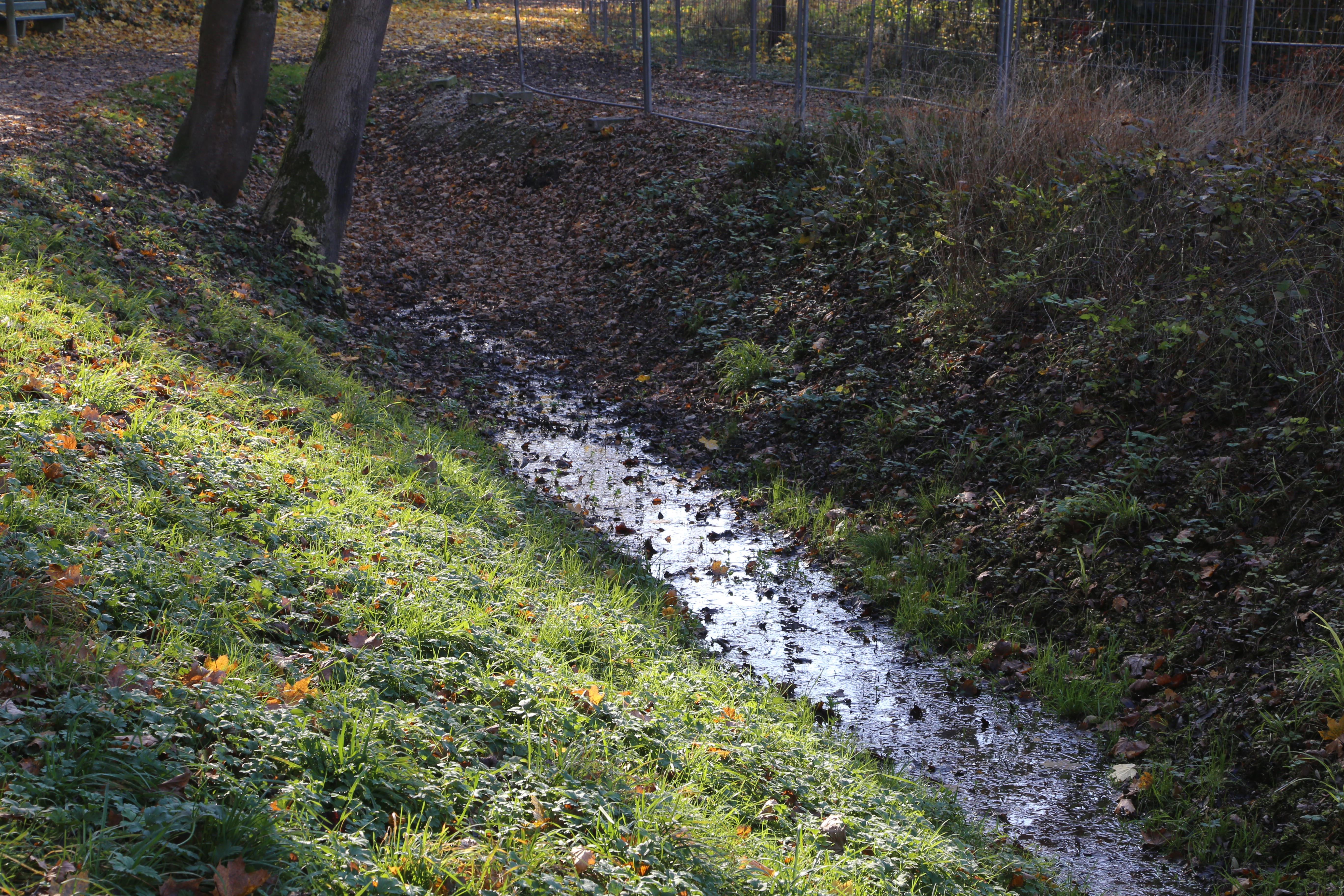
Quelle des Brunnbachs

Die Grünanlage an der Adalbert-Stifter-Straße ist ein ca. 14,2 ha großer Park im Münchner Stadtteil Bogenhausen.

## Beschreibung
Der Grünzug hat eine Länge (Nord-Süd-Ausrichtung) von ca. 1,5 km und liegt am Hochufer der Isar im Herzogpark. Im Süden der Grünanlage entspringt der Brunnbach, der sie dann bis zum nördlichen Ende durchfließt.
Im Süden befand sich der ehemaligen Montgelas-Garten (früherer Edelsitz Stepperg).
Die Grünanlage ist ein Landschaftsschutzgebiet (LSG-00599.01).